# Batman: The Dark Knight Returns
Batman: The Dark Knight Returns (abreujat també com DK1) és una novel·la gràfica escrita i dibuixada per Frank Miller, inicialment publicada el 1986 per DC Comics als Estats Units. Com a protagonista compta amb el superheroi Batman, creat per Bob Kane el 1939. La història tracta sobre la reaparició d'un Batman envellit pel pas dels anys que encara la seva darrera missió, abans de posar fi a la seva carrera de superheroi.
L'obra va consagrar a Miller com una estrella del còmic als Estats Units i es va convertir en un referent en el gènere dels superherois, juntament amb Watchmen d'Alan Moore. Ambdues obres destaquen per la violència i la complexitat psicològica i moral dels protagonistes.
El 2002, Miller va continuar l'obra amb una seqüela titulada Batman: The Dark Knight Strikes Again. No obstant, aquesta segona part no va assolir ni la repercussió ni l'èxit de l'obra original.

## Origen
Malgrat la davallada de vendes de DC Comics la dècada de 1980, Batman es mantenia com un dels superherois més populars. Dick Giordano, editor general de DC Comics, va pensar que era el moment idoni per a un nou començament de Batman. Frank Miller, fan de Batman des de la seva infantesa, va assumir l'encàrrec però que com que sempre li havia molestat el fet que Batman no envellís mai, va voler representar a un Batman amb una edat més avançada que a les habitual històries del superheroi. Inicialment, l'aparició de Robin no estava prevista però fou el dibuixant John Byrne que el va persuadir d'incloure al clàssic acompanyant de Batman que, a més, aquest cop hauria de ser una noia.

## Argument
Als seus 55 anys, Bruce Wayne gaudeix d'una relaxada vida, retirat des de fa 10 anys de la seva activitat de superheroi. Una jubilació motivada sobretot per la mort del seu antic company d'aventures, Jason Todd. Wayne ha finançat la reconstrucció facial de Harvey Dent (malfactor conegut amb el nom de Dues Cares), el qual paral·lelament ha estat seguint un tractament psiquiàtric. Al final del tractament facial, Dent recupera íntegrament el seu rostre. No obstant, pel que fa a la seva identitat, assumeix completament la psicologia del malfactor Dues Cares. Batman s'enfronta i venç de nou el seu vell enemic, que havia amenaçat de fer saltar la ciutat pels aires amb una bomba.
Gotham és assetjada per una banda criminal anomenada The Mutants. Batman s'hi enfronta exitosament amb el poder de les seves armes però al final acaba perdent un combat a soles contra el líder dels mutants. Batman és salvat per Kelley, una noia de 13 anys a la qual Batman ha salvat prèviament la vida i que ara s'ha posat una disfressa de Robin i es converteix en la nova ajudant de Batman, malgrat les protestes d'Alfred, el majordom. Amb l'ajuda del comissari Gordon, Batman i Robin han concebut un pla per a fer escapar de la presó al líder del mutants, al qual Batman desafia amb un segon duel. Aquest cop, és Batman qui guanya el combat i això provoca la divisió de la banda dels mutants, molts dels quals passen a auto proclamar-se Fills de Batman i es posen a combatre pel sel compte al crim, usant sovint una violència desproporcionada.
El retorn a l'acció de Batman, del qual se n'assabenta també el joker, provoca que l'etern enemic de Batman es desperti de l'estat catatònic en el qual ha passat els seus darrers 10 anys. El Joker convenç al seu psiquiatre de concedir-li un permís per assistir a un programa de televisió. Un cop al plató i en retransmissió directa, el Joker fa ús d'un gas letal per assassinar al moderador i a tot el públic.
Batman i Robin persegueixen el Joker fins a un parc d'atraccions en el qual el Joker ja ha començat a assassinar persones. En un violent combat, Batman redueix al Jocker, que queda paralitzat però al qual és incapaç de matar. Vençut, el Joker decideix suïcidar-se amb la intenció que Batman sigui acusat d'homicidi. La policia posa al superheroi en estat de crida i cerca.
A la Casa Blanca, Superman (el qual és anomenat en tot moment com l'home d'acer) parla amb el president sobre l'espiral de violència que assetja Gotham des del retorn de Batman. Seguidament, Superman s'ha de dirigir cap a Amèrica Llatina per intentar aturar l'esclat d'un conflicte que podria generar una Tercera Guerra Mundial. Superman aconsegueix desviar un míssil nuclear soviètic, que acaba detonant al desert. Però el gran impacte deixa tot objecte electrònic en desús, deixant el país sotmès al caos i pillatge.
A Gotham, Batman s'adona de la situació i convenç als Fills de Batman per ajudar-lo a restaurar l'ordre a la ciutat, que es converteix en el lloc més segur del país. El govern dels Estats Units es veu desautoritzat per l'actuació de Batman i ordena a Superman de desprendre-se'n. La confrontació entre els dos superherois és imminent. Batman escull Crime Alley com a lloc pel combat i confia en el delicat estat de salut de Superman per a vèncer-lo, ja que l'home d'acer ha quedat exposat a l'ona expansiva de l'explosió nuclear.
Superman tracta de dialogar amb Batman, però el Senyor de la Nit ha planejat minuciosament el combat amb tota mena d'artefactes tecnològics i no l'escolta. A més, Batman compta amb l'ajuda d'Oliver Queen (Fletxa Verda) que disposa d'una fletxa de criptonita per afeblir a Superman. Finalment, és Batman que va guanyant el combat i confessa a l'afeblit Superman que s'ha servit d'una dosi expressament reduïda de criptonita per deixar-lo fora de combat però sense matar-lo. Quan la victòria final ja semblava imminent, Batman pateix de cop un atac de cor i mor.
Més endavant, se sap que l'atac de cor formava part del pla concebut per Batman, provocat deliberadament amb l'ajuda de químics que no deixen rastre dels senyals vitals. Clark Kent fa acte de presència al funeral de Bruce Wayne i pica l'ullet a Robin quan amb el seu super oïda s'adona que a l'interior del bagul el cor de Wayne batega de nou.
Passat un temps, Bruce Wayne condueix a Robin, Queen i a la resta dels seus seguidors a la seva caverna per a preparar-los a emprendre la lluita contra el crim.

## Cinema
El maig de 2012, DC Universe Animated Original Movies va anunciar l'adaptació de l'obra de Fank Miller a la pantalla gran. El guió fou assumit per Bob Goodman i la direcció per Jay Oliva.
El còmic fou dividit en dos pel·lícules de 76 min. La primera part va sortir el 21 de setembre de 2012 i la segona part el 29 de gener de 2013. Les dues part també foren editades juntes en una edició Deluxe en format Blue Ray.

## Continuació
El 2001 va aparèixer la continuació de l'obra original, amb el títol de Batman: The Dark Knight Strikes Again (abreujat també com DK2). La continuació consta de tres volums i la història té lloc cinc anys després dels esdeveniments inicials de The Dark Knight Returns (o també DK1). L'esposa de Miller, Lynn Varley, es va fer càrrec del color i Frank Miller del dibuix.

## Massacre d'Aurora de 2012
|  | Article principal: Massacre d'Aurora de 2012. |

El 20 de juliol de 2012, durant l'estrena de la pel·lícula El cavaller fosc: la llegenda reneix al comtat d'Aurora (Colorado, Estats Units) es va produir un tiroteig massiu en el qual diversos espectadors van perdre la vida. Diversos mitjans de comunicació van posar de manifest la similitud de la massacre amb The Dark Knight Returns. En la seva segona part, el còmic de Frank Miller inclou una escena en la qual un desequilibrat mental anomenat Arnold Crimp entra en un cinema pornogràfic i dispara a tres espectadors. Aquesta escena hauria pogut servir de font d'inspiració a l'autor de l'atemptat James Eagan Holmes.